# Campo de los Andes
Campo de Los Andes es una localidad y distrito ubicado en el departamento Tunuyán de la provincia de Mendoza, Argentina. 
Es atravesada por la Ruta Provincial 92, la cual es su principal vía de comunicación, vinculándola al norte con Vista Flores y Tunuyán y al este con La Consulta. 
Su zona urbana se halla a 2 km del río Tunuyán, siendo la localidad más austral al oeste de dicho río.
El Ejército Argentino cuenta con amplios predios en la zona, con la Guarnición de Ejército Campo de los Andes. No obstante el peso de la población militar en la localidad es inferior al 8 %.

## Despliegue de las Fuerzas Armadas
| Unidades de la Guar Ej Campo de los Andes             | Abreviatura  |
| ----------------------------------------------------- | ------------ |
| Regimiento de Caballería de Exploración de Montaña 15 | RC Expl M 15 |
| Batallón de Ingenieros de Montaña 8                   | B Ing M 8    |